# Cafer Çağatay

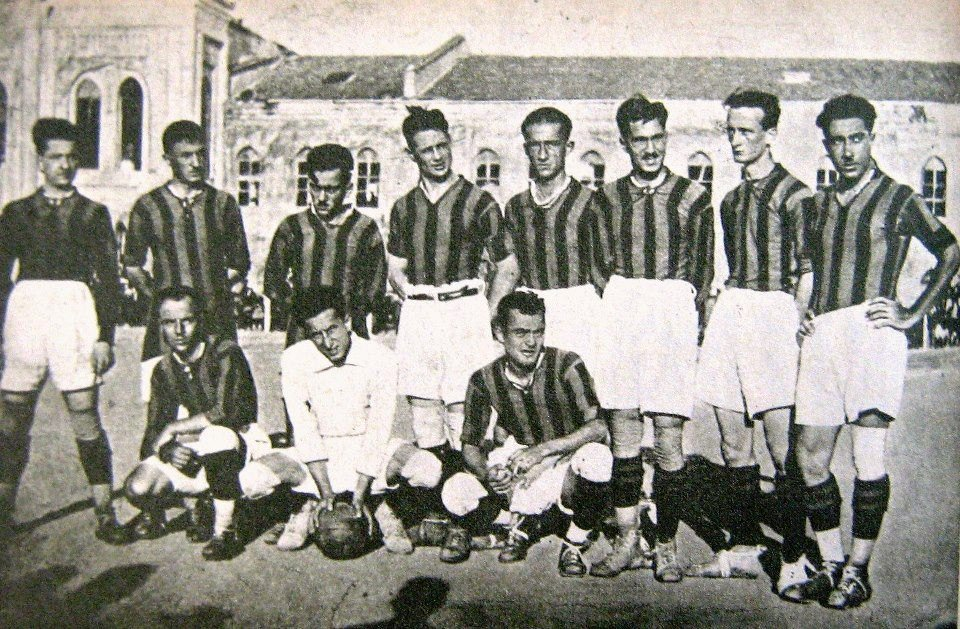
A Fenerbahçe 1922-23-as szezonban szereplő csapata. Balról jobbra:
Felső sor - Bedri Gürsoy, Zeki Rıza Sporel, Ömer Tanyeri, İsmet Uluğ, Sabih Arca, Cafer Çağatay, Fâhir Yeniçay, Kadri Göktulga, Fâhir Yeniçay
Alsó sor - Ragıp Mağden, Şekip Kulaksızoğlu, Alaeddin Baydar.

Ali Cafer Çağatay (Isztambul, 1899 – 1991. április 24.) török válogatott labdarúgó, hátvéd.

## Pályafutása
Çağatay a Fenerbahçe csapatában játszott, mielőtt csatlakozott az Altınordu İdman Yurdu együtteséhez, majd miután a csapattal megnyerte az 1916-17-es és 1917-18-as Isztambuli labdarúgó-bajnokságot, 1922-ben visszatért az isztambuli csapathoz, akiket még öt éven át erősített. A Fenerbahçe csapatával az 1922-23-as Isztambuli labdarúgó-bajnokságban végzett az első helyen és döntőt játszott a Harington-kupában.
1923. október 26-án tagja volt az első török válogatott keretnek, amely Románia ellen lépett pályára. Hétszeres válogatott, pályára lépett az 1924. évi nyári olimpiai játékokon is.

## Családja
Çağatay a Szent József Gimnáziumban és az Isztambuli Egyetem Gyógyszertári karán végzett. A török zeneszerző, Ali Rıfat Çağatay akadémikus fia, aki a török nemzeti himnuszt szerezte.